# Psicofobia
Psicofobia é o preconceito contra as pessoas que apresentam transtornos e/ou deficiências mentais. Tem sido um termo usado em sentido não-clínico no Brasil, podendo neste contexto ser definido como o preconceito ou discriminação contra pessoas com transtornos mentais e/ou com deficiências psicossociais ou intelectuais. Neste aspecto, o sufixo fobia não é usado de forma clínica, mas no sentido de atitudes negativas ou preconceituosas.
Ao longo da história, pessoas com transtornos mentais e/ou deficiência psicossocial ou intelectual foram acusadas de bruxaria ou de serem possuídas por demônios, ou até mesmo de serem servas do diabo. Nos tempos modernos, quando foram desenvolvidas a Psiquiatria e a Psicologia, verificou-se que essas pessoas tinham transtornos mentais, e não demônios ou quaisquer outras explicações acima mencionadas. O preconceito contra pessoas com transtornos mentais ainda é muito grande hoje em dia, e apenas a informação sobre o assunto pode diminuir o preconceito.
Desse modo, a psicofobia nada mais é do que tratar alguém com transtorno mental com negligência, medo, aversão ou até nojo. Ou seja, quando se inferioriza uma pessoa dizendo coisas como "isso é frescura", "você está se fazendo de vítima", ou quando se dizem que alguém é "louco" porque possui um transtorno mental.
É preciso se compreender que pessoas com ideias suicidas não estão em busca de atenção, pessoas com depressão não estão tristes, pessoas com ansiedade não são rudes, pessoas com transtorno mental não são loucas ou idiotas. E a Psicofobia só piora todos os tipos de transtornos que existem. A negligência, a ignorância e a solidão levam a pessoa a um estado muito pior do que aquele no qual transtorno já a coloca.
A psicofobia é motivo de suicídio no Brasil, onde cerca de 11.800 pessoas cometeram suicídio em 2012, por negligência ou ignorância de próximos a um tratamento adequado, e em muitos outros países.
Com o objetivo principal de combater o preconceito contra o portador de transtorno mental e contra o psiquiatra, a campanha “A Sociedade Contra o Preconceito” é, também, uma iniciativa da ABP contra qualquer outro tipo de preconceito seja ele étnico-racial, religioso, de gênero ou de deficiência. Dentro desta campanha está o PLS 236/2012 que criminaliza a psicofobia.